# Kanton Épinal-2
Kanton Épinal-2 (fr. Canton d'Épinal-2) je francouzský kanton v departementu Vosges v regionu Grand Est. Tvoří ho 8 obcí a část města Épinal. Zřízen byl v roce 2015.

## Obce kantonu
- Archettes
- La Baffe
- Deyvillers
- Dignonville
- Dogneville
- Épinal (část)
- Jeuxey
- Longchamp
- Vaudéville